# Midgee parva
Espèce
Midgee parva est une espèce d'araignées aranéomorphes de la famille des Toxopidae.

## Distribution
Cette espèce est endémique de Nouvelle-Galles du Sud en Australie. Elle se rencontre dans le parc national de la Nouvelle-Angleterre et vers Woodenbong.

## Description
La carapace de la femelle holotype mesure 0,8 mm de long sur 0,6 mm et l'abdomen 0,9 mm de long sur 1,0 mm. La carapace du mâle paratype mesure 0,6 mm de long sur 0,6 mm et l'abdomen 0,7 mm de long sur 0,5 mm.

## Publication originale
- Davies, 1995 : A tiny litter spider (Araneae: Amaurobioidea) from Australian rainforests. Records of the Western Australian Museum. Supplement, vol. 52, p. 119-129 (texte intégral).